# Processi di Ravensbrück

Aufseherinnen imputate nel primo processo di Ravensbrück

I processi di Ravensbrück-Amburgo sono stati una serie di sette processi per crimini di guerra contro i funzionari del campo di concentramento di Ravensbrück che le autorità britanniche hanno tenuto nella loro zona di occupazione in Germania, ad Amburgo, dopo la fine della seconda guerra mondiale. Questi processi furono celebrati davanti a un tribunale militare, presieduti da cinque giudici (tre di loro erano ufficiali britannici, assistiti da un avvocato).
Gli imputati includevano personale dei campi di concentramento di tutti i livelli: ufficiali delle SS, medici del campo, guardie maschili, guardie femminili (Aufseherinnen), e alcuni ex-funzionari detenuti che avevano torturato o maltrattato altri detenuti. In totale, 38 imputati sono stati processati in questi sette processi; 21 degli imputati erano donne. Le esecuzioni relative a questi processi furono eseguite sulla forca della prigione di Hamelin dal boia britannico Albert Pierrepoint.
Tutte e sette i processi si sono svolti presso la Curiohaus nel quartiere di Rotherbaum di Amburgo.

## Il primo processo
Il primo processo di Ravensbrück si tenne dal 5 dicembre 1946 al 3 febbraio 1947 contro sedici dipendenti e funzionari del campo di concentramento di Ravensbrück. Tutti gli imputati sono stati giudicati colpevoli; uno di loro è morto durante il processo. Le condanne a morte - ad eccezione di quella inflitta a Vera Salvequart - furono eseguite tra il 2 e il 3 maggio 1947, nel carcere di Hamelin.
| #  | Imputato             | Funzione, Titolo                              | Sentenza                                                                          |
| -- | -------------------- | --------------------------------------------- | --------------------------------------------------------------------------------- |
| 1  | Johann Schwarzhuber  | Vice capo del campo                           | Morte; giustiziato il 3 maggio 1947                                               |
| 2  | Gustav Binder        | Direttore del campo                           | Morte; giustiziato il 3 maggio 1947                                               |
| 3  | Heinrich Peters      | Direttore del campo                           | 15 anni di carcere; rilasciato il 18 maggio 1955                                  |
| 4  | Ludwig Ramdohr       | Ispettore della Gestapo                       | Morte; giustiziato il 3 maggio 1947                                               |
| 5  | Martin Hellinger     | Medico                                        | 15 anni di carcere; rilasciato il 14 maggio 1955                                  |
| 6  | Rolf Rosenthal       | Medico                                        | Morte; giustiziato il 3 maggio 1947                                               |
| 7  | Gerhard Schiedlausky | Medico                                        | Morte; giustiziato il 3 maggio 1947                                               |
| 8  | Percival Treite      | Medico                                        | Morte; si suicidò nel 8 aprile 1947 prima che la sentenza potesse essere eseguita |
| 9  | Adolf Winkelmann     | Medico                                        | Morto durante il processo il 1º febbraio 1947                                     |
| 10 | Dorothea Binz        | Vice direttore capo (Oberaufseherin)          | Morte; giustiziata il 2 maggio 1947                                               |
| 11 | Greta Bösel          | Capo del dipartimento del lavoro (Aufseherin) | Morte; giustiziata il 3 maggio 1947                                               |
| 12 | Margarete Mewes      | Direttore del carcere                         | 10 anni di carcere; rilasciata il 26 febbraio 1952                                |
| 13 | Elisabeth Marschall  | Infermiera                                    | Morte; giustiziata il 3 maggio 1947                                               |
| 14 | Carmen Mory          | Detenuto; Kapo                                | Morte; si suicidò nel 9 aprile 1947 prima che la sentenza potesse essere eseguita |
| 15 | Vera Salvequart      | Detenuto; Kapo                                | Morte; giustiziata il 2 giugno 1947                                               |
| 16 | Eugenia von Skene    | Detenuto; Kapo                                | 10 anni di carcere; rilasciata il 21 dicembre 1951                                |

Percival Treite, un medico di origine britannica, è stato difeso da una dozzina di ex detenute, tra cui l'agente esecutivo delle operazioni speciali Yvonne Baseden, che ha scritto lettere in suo favore alla corte. L'ex detenuta Mary Lindell ha testimoniato a favore di Treite al processo dicendo che egli «era l'unico uomo che fosse umano, l'unico uomo che si prendeva cura dei malati come un medico dovrebbe prendersi cura di loro». La schietta Lindell ha anche criticato l'avvocato del giudice, «che era parziale e discutibile, aveva assunto lui stesso il controesame dei testimoni e aveva impedito che fossero poste altre domande che avrebbero potuto essere [risposte] a favore dell'imputato». Nonostante ciò, Triete fu condannato a morte.
Altri tre imputati - il capo del campo, Lagerkommandant Fritz Suhren, il "capo del lavoro" Hans Pflaum e lo Schneidermeister Friedrich Opitz - sono fuggiti dalla prigione prima del primo processo. I primi due furono arrestati sotto falso nome nel 1949 e consegnati alle autorità francesi, che nel frattempo stavano conducendo un altro processo a Rastatt; entrambi gli uomini furono condannati a morte e giustiziati da un plotone di esecuzione il 12 giugno 1950. Per Opitz invece venne istituito il secondo processo di Ravensbrück.

## Il secondo processo
Nel secondo processo di Ravensbrück, tenutosi dal 5 al 27 novembre 1947, l'unico imputato fu il 49enne Friedrich Opitz, capo di una fabbrica d'abbigliamento nel campo e ivi impiegato dal giugno 1940 all'aprile 1945. Fuggito dalla prigione insieme a Fritz Suhren e Hans Pflaum, venne nuovamente catturato e finalmente giudicato. Durante il processo, è stato condannato per aver picchiato delle donne con manganello, cinture e pugni, per averle fatte morire di fame, per averle tenute fuori in lunghissimi appelli e per averle mandate alla camera a gas in quanto "esseri inutili" (così le definiva), oltre che per aver preso a calci almeno una detenuta ceca, causandone poi la morte. Durante la sua attività nel campo, incoraggiava anche le guardie ad avere lo stesso atteggiamento. Opitz venne condannato a morte e giustiziato tramite impiccagione il 26 febbraio 1948.

## Il terzo processo
Nel terzo processo di Ravensbrück, il cosiddetto "processo Uckermark", tenuto dal 14 al 26 aprile 1948, cinque funzionarie del campo di concentramento satellite di Uckermark furono incriminate per maltrattamenti e per la partecipazione alla selezione delle donne da inviare alla camera a gas.
Il sottocampo di Uckermark si trovava a circa un miglio dal campo di concentramento di Ravensbrück. Fu aperto nel maggio 1942 come prigione o campo di concentramento parallelo per ragazze adolescenti dai 16 ai 21 anni considerate criminali o "difficili" dalle SS. Le ragazze che raggiungevano il limite massimo di età venivano trasferite al campo femminile di Ravensbrück. L'amministrazione del campo era rifornito dal campo principale di Ravensbrück. Nel gennaio 1945, il carcere minorile fu chiuso anche se l'infrastruttura di gasazione fu successivamente utilizzata per lo sterminio delle "donne malate, non più efficienti e di età superiore ai 52 anni" di Ravensbrück.
| Imputato         | Funzione, Titolo                                | Sentenza                                                                            |
| ---------------- | ----------------------------------------------- | ----------------------------------------------------------------------------------- |
| Johanna Braach   | Ispettore penale e direttore del campo minorile | Assolta                                                                             |
| Lotte Toberentz  | Direttore del campo minorile                    | Assolta                                                                             |
| Elfriede Mohneke | Direttore assistente del campo di sterminio     | 10 anni di carcere; rilasciata il 14 giugno 1952                                    |
| Margarete Rabe   | Direttore del campo di sterminio                | Ergastolo; pena ridotta a 21 anni di carcere nel 1950; rilasciata il 16 giugno 1959 |
| Ruth Neudeck     | Direttore del campo di sterminio                | Morte; giustiziata il 29 luglio 1948                                                |

Braach e Toberentz furono assolti perché avevano lavorato a Uckermark solo quando era ancora un campo minorile, e non c'erano donne Alleate lì in quel momento; il campo era riservato esclusivamente alle ragazze tedesche, il cui destino o trattamento era al di fuori delle competenze del tribunale.

## Il quarto processo
Il quarto processo si tenne dal maggio all'8 giugno 1948. Gli accusati erano tutti membri del personale medico del campo di Ravensbrück, compreso un detenuto che aveva lavorato come infermiera. Le accuse erano di nuovo incentrate su maltrattamenti, torture e sull'invio alle camere a gas di donne di nazionalità alleata.
| Imputato       | Funzione, Titolo     | Sentenza                                                               |
| -------------- | -------------------- | ---------------------------------------------------------------------- |
| Benno Orendi   | Medico               | Morte; giustiziato il 17 settembre 1948                                |
| Walter Sonntag | Medico               | Morte; giustiziato il 17 settembre 1948                                |
| Martha Haake   | Infermiera           | 10 anni di carcere; rilasciata il 1º gennaio 1951 per motivi di salute |
| Liesbeth Krzok | Infermiera           | 4 anni di carcere; rilasciata il 3 febbraio 1951                       |
| Gerda Ganzer   | Detenuto; Infermiera | Morte                                                                  |

Ganzer era già stata processata per le sue attività a Ravensbrück nel 1946 davanti a un tribunale militare russo ed era stata assolta. Ad Amburgo fu dichiarata colpevole, ma la sua condanna a morte fu commutata in ergastolo il 3 luglio 1948, che a sua volta fu ridotta a 21 anni di reclusione nel 1950 e poi a 12 anni nel 1954. Fu infine rilasciata il 6 giugno 1961.

## Il quinto processo
Nel quinto processo, tre membri delle SS furono accusati di aver ucciso dei detenuti alleati. Il processo durò dal 16 al 29 giugno 1948. Le sentenze furono emesse il 15 luglio 1948.
| Imputato         | Funzione, Titolo | Sentenza                                         |
| ---------------- | ---------------- | ------------------------------------------------ |
| Arthur Conrad    | Guardia SS       | Morte; giustiziato il 17 settembre 1948          |
| Heinrich Schäfer | Guardia SS       | 2 anni di carcere; rilasciato il 28 ottobre 1949 |
| Walter Schenk    | Guardia SS       | 20 anni di carcere; rilasciato il 3 agosto 1954  |

## Il sesto processo
Questo processo durò dal 1° al 26 luglio 1948. Entrambi gli imputati furono accusati di aver maltrattato i detenuti alleati.
| Imputato     | Funzione, Titolo | Sentenza                                                                 |
| ------------ | ---------------- | ------------------------------------------------------------------------ |
| Kurt Lauer   | Guardia SS       | 15 anni di carcere; rilasciato il 7 maggio 1955                          |
| Kurt Rauxloh | Guardia SS       | 10 anni di carcere; rilasciato il 26 settembre 1954 per motivi di salute |

## Il settimo processo
Infine, dal 2 al 21 luglio 1948, sei Aufseherinnen (direttrici del campo) furono processate. Le accuse erano di maltrattamento di detenuti di nazionalità alleata e partecipazione alla selezione dei detenuti per la camera a gas.
| Imputato                       | Funzione, Titolo                      | Sentenza                                |
| ------------------------------ | ------------------------------------- | --------------------------------------- |
| Luise Brunner                  | Capo delle guardie (Oberaufseherin)   | 3 anni di carcere                       |
| Anna Friederike Mathilde Klein | Capo delle guardie                    | Assolta per mancanza di prove           |
| Emma Zimmer                    | Vice direttore capo                   | Morte; giustiziata il 20 settembre 1948 |
| Christine Holthöwer            | Direttore generale della Siemens      | Assolta per mancanza di prove           |
| Ida Schreiter                  | Direttore del Dipartimento del Lavoro | Morte; giustiziata il 20 settembre 1948 |
| Ilse Vettermann                | Guardia                               | 12 anni di carcere                      |